# Aareajoki
Aareajoki är ett vattendrag i norra Norrbotten, Pajala kommun. Åreajoki utmynnar ur sjön Iso Lumijärvi och har en längd på cirka 40 km inklusive källflöden. Aareajoki är största biflödet till Kaunisjoki i Muonioälvens flodområde. Viktigare biflöden till Aareajoki är Sivakkajoki och Mellajoki. I Aareajoki finns en badplats strax söder om Aareavaara, vid länsväg 400 mellan Karesuando och Pajala.